# Wereldkampioenschap voetbal 1966
Het FIFA Wereldkampioenschap voetbal 1966 was de achtste editie van een internationale voetbalwedstrijd tussen de nationale mannenteams van landen die aangesloten zijn bij de FIFA. Engeland was dat jaar gastheer van de eindronde, zoals zes jaar eerder, op 22 augustus 1960, besloten tijdens een FIFA-congres in Rome.
Aan de voorronden deden 53 landen mee. De loting voor de eindronde had plaats op 6 januari 1966 in Londen. Het toernooi zelf begon op 11 juli en eindigde op 30 juli. De winnaar van het toernooi werd het organiserende land zelf, Engeland.

## Kwalificatie
| FIFA-lid       | Confederatie | Kwalificatie    | Aantal dln. (inclusief 1966) | Dln. op rij | Eerste dln. | Laatste dln. | Titels (exclusief 1966) | Beste prestatie |
| -------------- | ------------ | --------------- | ---------------------------- | ----------- | ----------- | ------------ | ----------------------- | --------------- |
| Engeland       | UEFA         | Gastland        | 5e                           | 5           | 1950        | 1962         | 0                       | Kwartfinale     |
| Bulgarije      | UEFA         | Winnaar groep 1 | 2e                           | 2           | 1962        | 1962         | 0                       | Groepsfase      |
| West-Duitsland | UEFA         | Winnaar groep 2 | 6e                           | 4           | 1934        | 1962         | 1                       | Kampioen        |
| Frankrijk      | UEFA         | Winnaar groep 3 | 6e                           | 1           | 1930        | 1958         | 0                       | Derde           |
| Portugal       | UEFA         | Winnaar groep 4 | 1e                           | 1           | n.v.t.      | n.v.t.       | n.v.t.                  | n.v.t.          |
| Zwitserland    | UEFA         | Winnaar groep 5 | 6e                           | 2           | 1934        | 1962         | 0                       | Kwartfinale     |
| Hongarije      | UEFA         | Winnaar groep 6 | 6e                           | 4           | 1934        | 1962         | 0                       | Tweede          |
| Sovjet-Unie    | UEFA         | Winnaar groep 7 | 3e                           | 3           | 1958        | 1962         | 0                       | Kwartfinale     |
| Italië         | UEFA         | Winnaar groep 8 | 6e                           | 2           | 1934        | 1962         | 2                       | Winnaar         |
| Spanje         | UEFA         | Winnaar groep 9 | 4e                           | 2           | 1934        | 1962         | 0                       | Vierde          |
| Mexico         | CONCACAF     | Finaleronde     | 6e                           | 5           | 1930        | 1962         | 0                       | Groepsfase      |
| Brazilië       | CONMEBOL     | Titelverdediger | 8e                           | 8           | 1930        | 1962         | 2                       | Kampioen        |
| Uruguay        | CONMEBOL     | Winnaar groep 1 | 5e                           | 2           | 1930        | 1962         | 2                       | Kampioen        |
| Chili          | CONMEBOL     | Winnaar groep 2 | 4e                           | 2           | 1930        | 1962         | 0                       | Derde           |
| Argentinië     | CONMEBOL     | Winnaar groep 3 | 5e                           | 3           | 1934        | 1962         | 0                       | Tweede          |
| Noord-Korea    | AFC          | Eerste ronde    | 1e                           | 1           | n.v.t.      | n.v.t.       | n.v.t.                  | n.v.t.          |

## Loting
De loting voor het WK 1966 vond plaats op 6 januari 1966 in het Royal Garden Hotel in Kensington, Londen. Voorafgaand aan de loting werden gastland Engeland (in Groep 1, Londen) en titelhouder Brazilië (in Groep 3, Liverpool en Manchester) geplaatst. De andere landen werden in vier potten ingedeeld van waaruit in iedere groep een deelnemer zou worden geloot. Een pot met naast Engeland andere Noord-Europese landen (Hongarije, Sovjet-Unie en West-Duitsland), een pot met naast Brazilië de overige drie Zuid-Amerikaanse deelnemers (Argentinië, Chili en Uruguay), een pot met Zuid-Europese landen (Frankrijk, Italië, Portugal en Spanje) en tenslotte een restpot (Bulgarije, Mexico, Noord-Korea en Zwitserland).

## Deelnemende landen
| Groep A                           | Groep B                                      | Groep C                               | Groep D                              |
| --------------------------------- | -------------------------------------------- | ------------------------------------- | ------------------------------------ |
| Engeland Frankrijk Mexico Uruguay | Argentinië Spanje West-Duitsland Zwitserland | Brazilië Bulgarije Hongarije Portugal | Chili Italië Noord-Korea Sovjet-Unie |

## Speelsteden
White City Stadium was eigenlijk niet bedoeld als stadion voor het toernooi. Alle wedstrijden van groep A zouden volgens de oorspronkelijke plannen op Wembley worden gespeeld. Op vrijdags werd Wembley echter standaard gebruikt voor Greyhoundracing. De wedstrijd tussen Uruguay en Frankrijk op vrijdag 15 juli 1966 werd daarom verplaatst naar White City, dat overigens zelf ook voornamelijk voor Greyhoudracing werd gebruikt.
De groepen zijn geografisch verdeeld. Groep 1 was dus Londen, Groep 2 in de Midlands(Birmingham en Sheffield), Groep 3 is North West (Liverpool en Manchester) en tenslotte Groep 4 in North East (Sunderland en Middlesbrough).
| Londen                              | Londen                                                                      | Birmingham                                                                  | Liverpool                        |
| ----------------------------------- | --------------------------------------------------------------------------- | --------------------------------------------------------------------------- | -------------------------------- |
| Wembley Stadium Capaciteit: 100.000 | White City Stadium Capaciteit: 76.567                                       | Villa Park Capaciteit: 55.000                                               | Goodison Park Capaciteit: 40.157 |
|                                     |                                                                             |                                                                             |                                  |
| Manchester                          | · Londen Birmingham Liverpool Manchester Sunderland Sheffield Middlesbrough | · Londen Birmingham Liverpool Manchester Sunderland Sheffield Middlesbrough | Sunderland                       |
| Old Trafford Capaciteit: 42.730     | · Londen Birmingham Liverpool Manchester Sunderland Sheffield Middlesbrough | · Londen Birmingham Liverpool Manchester Sunderland Sheffield Middlesbrough | Roker Park Capaciteit: 40.310    |
|                                     | · Londen Birmingham Liverpool Manchester Sunderland Sheffield Middlesbrough | · Londen Birmingham Liverpool Manchester Sunderland Sheffield Middlesbrough |                                  |
| Sheffield                           | · Londen Birmingham Liverpool Manchester Sunderland Sheffield Middlesbrough | · Londen Birmingham Liverpool Manchester Sunderland Sheffield Middlesbrough | Middlesbrough                    |
| Hillsborough Capaciteit: 42.730     | · Londen Birmingham Liverpool Manchester Sunderland Sheffield Middlesbrough | · Londen Birmingham Liverpool Manchester Sunderland Sheffield Middlesbrough | Ayresome Park Capaciteit: 40.310 |
|                                     | · Londen Birmingham Liverpool Manchester Sunderland Sheffield Middlesbrough | · Londen Birmingham Liverpool Manchester Sunderland Sheffield Middlesbrough |                                  |

## Groepsfase

### Groep A
Engeland begon het toernooi in eigen land matig met een 0-0 gelijkspel tegen de oud-wereldkampioen Uruguay, dat vooral verdedigde. Het gastland herstelde zich tegen Mexico en Frankrijk met twee identieke overwinningen: 2-0. Uruguay won van Frankrijk, speelde gelijk tegen Mexico en plaatste zich ook voor de kwartfinales. Bij Mexico nam doelman Carbajal afscheid van het internationale podium, het was zijn vijfde wereldkampioenschap, een record dat in 1998 werd geëvenaard door de Duitser Lothar Matthäus.
| Land      | Wed | Win | Gel | Ver | DV | DT | +/− | Pnt |
| --------- | --- | --- | --- | --- | -- | -- | --- | --- |
| Engeland  | 3   | 2   | 1   | 0   | 4  | 0  | 4   | 5   |
| Uruguay   | 3   | 1   | 2   | 0   | 2  | 1  | 1   | 4   |
| Mexico    | 3   | 0   | 2   | 1   | 1  | 3  | –2  | 2   |
| Frankrijk | 3   | 0   | 1   | 2   | 2  | 5  | –3  | 1   |

|                                             |                        |       |         |                                                                                 |
| 11 juli 1966 «onderlinge duels» 19:30 (UTC) | Engeland               | 0 – 0 | Uruguay | Wembley Stadium, Londen Toeschouwers: 87.148 Scheidsrechter: Istvan Zsolt (HUN) |
| 11 juli 1966 «onderlinge duels» 19:30 (UTC) | Verslag (FIFA) Verslag |       |         | Wembley Stadium, Londen Toeschouwers: 87.148 Scheidsrechter: Istvan Zsolt (HUN) |

|                                             |             |                        |           |                                                                                       |
| 13 juli 1966 «onderlinge duels» 19:30 (UTC) | Frankrijk   | 1 – 1                  | Mexico    | Wembley Stadium, Londen Toeschouwers: 69.237 Scheidsrechter: Menachem Ashkenazi (ISR) |
| 13 juli 1966 «onderlinge duels» 19:30 (UTC) | Hausser 62' | Verslag (FIFA) Verslag | 48' Borja | Wembley Stadium, Londen Toeschouwers: 69.237 Scheidsrechter: Menachem Ashkenazi (ISR) |

|                                             |                      |                        |                         |                                                                                   |
| 15 juli 1966 «onderlinge duels» 19:30 (UTC) | Uruguay              | 2 – 1                  | Frankrijk               | White City Stadium, Londen Toeschouwers: 45.662 Scheidsrechter: Karol Galba (TCH) |
| 15 juli 1966 «onderlinge duels» 19:30 (UTC) | Rocha 26' Cortés 31' | Verslag (FIFA) Verslag | 15' (pen.) De Bourgoing | White City Stadium, Londen Toeschouwers: 45.662 Scheidsrechter: Karol Galba (TCH) |

|                                             |                          |                        |        |                                                                                      |
| 16 juli 1966 «onderlinge duels» 19:30 (UTC) | Engeland                 | 2 – 0                  | Mexico | Wembley Stadium, Londen Toeschouwers: 92.570 Scheidsrechter: Concetto Lo Bello (ITA) |
| 16 juli 1966 «onderlinge duels» 19:30 (UTC) | B. Charlton 37' Hunt 75' | Verslag (FIFA) Verslag |        | Wembley Stadium, Londen Toeschouwers: 92.570 Scheidsrechter: Concetto Lo Bello (ITA) |

|                                             |                        |       |         |                                                                                |
| 19 juli 1966 «onderlinge duels» 16:30 (UTC) | Mexico                 | 0 – 0 | Uruguay | Wembley Stadium, Londen Toeschouwers: 61.112 Scheidsrechter: Bertil Lööw (SWE) |
| 19 juli 1966 «onderlinge duels» 16:30 (UTC) | Verslag (FIFA) Verslag |       |         | Wembley Stadium, Londen Toeschouwers: 61.112 Scheidsrechter: Bertil Lööw (SWE) |

|                                             |               |                        |           |                                                                                    |
| 20 juli 1966 «onderlinge duels» 19:30 (UTC) | Engeland      | 2 – 0                  | Frankrijk | Wembley Stadium, Londen Toeschouwers: 98.270 Scheidsrechter: Arturo Yamasaki (PER) |
| 20 juli 1966 «onderlinge duels» 19:30 (UTC) | Hunt 38', 75' | Verslag (FIFA) Verslag |           | Wembley Stadium, Londen Toeschouwers: 98.270 Scheidsrechter: Arturo Yamasaki (PER) |

### Groep B
De Zwitserse bondscoach besloot twee spelers disciplinair te schorsen voor de wedstrijd tegen West Duitsland, omdat ze te lang waren gaan "stappen". Het gevolg was wel een duidelijke 5-0-nederlaag voor Zwitserland. Franz Beckenbauer, toen nog een aanvallende middenvelder, vervolmaakte zijn debuut op het internationale podium met twee doelpunten. In de tweede wedstrijd strandde de Duitsers op het betonvoetbal van de Argentijnen: 0-0. Europees kampioen Spanje begon het toernooi slecht met een nederlaag tegen Argentinië en moest winnen van de Duitsers om zich te kwalificeren. Spanje kwam wel met 1-0 voor, maar wist de voorsprong niet vast te houden: 2-1-nederlaag. Argentinië plaatste zich ook voor de kwartfinales door met 2-0 te winnen van Zwitserland. Het was voor de eerste keer sinds 1930, dat de Zuid-Amerikaanse ploeg de eerste ronde overleefde.
| Land           | Wed | Win | Gel | Ver | DV | DT | +/− | Pnt |
| -------------- | --- | --- | --- | --- | -- | -- | --- | --- |
| West-Duitsland | 3   | 2   | 1   | 0   | 7  | 1  | 6   | 5   |
| Argentinië     | 3   | 2   | 1   | 0   | 4  | 1  | 3   | 5   |
| Spanje         | 3   | 1   | 0   | 2   | 4  | 5  | –1  | 2   |
| Zwitserland    | 3   | 0   | 0   | 3   | 1  | 9  | –8  | 0   |

|                                             |                                                      |                        |             |                                                                                  |
| 12 juli 1966 «onderlinge duels» 19:30 (UTC) | West-Duitsland                                       | 5 – 0                  | Zwitserland | Hillsborough, Sheffield Toeschouwers: 36.000 Scheidsrechter: Hugh Phillips (SCO) |
| 12 juli 1966 «onderlinge duels» 19:30 (UTC) | Held 16' Haller 21', 77' (pen.) Beckenbauer 40', 52' | Verslag (FIFA) Verslag |             | Hillsborough, Sheffield Toeschouwers: 36.000 Scheidsrechter: Hugh Phillips (SCO) |

|                                             |                 |                        |           |                                                                                      |
| 13 juli 1966 «onderlinge duels» 19:30 (UTC) | Argentinië      | 2 – 1                  | Spanje    | Villa Park, Birmingham Toeschouwers: 48.000 Scheidsrechter: Dimiter Rumentchev (BUL) |
| 13 juli 1966 «onderlinge duels» 19:30 (UTC) | Artime 65', 77' | Verslag (FIFA) Verslag | 67' Pirri | Villa Park, Birmingham Toeschouwers: 48.000 Scheidsrechter: Dimiter Rumentchev (BUL) |

|                                             |                         |                        |             |                                                                                    |
| 15 juli 1966 «onderlinge duels» 19:30 (UTC) | Spanje                  | 2 – 1                  | Zwitserland | Hillsborough, Sheffield Toeschouwers: 32.000 Scheidsrechter: Tofik Bakhramov (URS) |
| 15 juli 1966 «onderlinge duels» 19:30 (UTC) | Sanchís 57' Amancio 75' | Verslag (FIFA) Verslag | 31' Quentin | Hillsborough, Sheffield Toeschouwers: 32.000 Scheidsrechter: Tofik Bakhramov (URS) |

|                                             |                        |       |                |                                                                                      |
| 16 juli 1966 «onderlinge duels» 15:00 (UTC) | Argentinië             | 0 – 0 | West-Duitsland | Villa Park, Birmingham Toeschouwers: 51.000 Scheidsrechter: Konstantin Zečević (YUG) |
| 16 juli 1966 «onderlinge duels» 15:00 (UTC) | Verslag (FIFA) Verslag |       |                | Villa Park, Birmingham Toeschouwers: 51.000 Scheidsrechter: Konstantin Zečević (YUG) |

|                                             |                      |                        |             |                                                                                   |
| 19 juli 1966 «onderlinge duels» 19:30 (UTC) | Argentinië           | 2 – 0                  | Zwitserland | Hillsborough, Sheffield Toeschouwers: 32.000 Scheidsrechter: Joaquim Campos (POR) |
| 19 juli 1966 «onderlinge duels» 19:30 (UTC) | Artime 52' Onega 79' | Verslag (FIFA) Verslag |             | Hillsborough, Sheffield Toeschouwers: 32.000 Scheidsrechter: Joaquim Campos (POR) |

|                                             |                         |                        |           |                                                                                   |
| 20 juli 1966 «onderlinge duels» 19:30 (UTC) | West-Duitsland          | 2 – 1                  | Spanje    | Villa Park, Birmingham Toeschouwers: 51.000 Scheidsrechter: Armando Marques (BRA) |
| 20 juli 1966 «onderlinge duels» 19:30 (UTC) | Emmerich 39' Seeler 84' | Verslag (FIFA) Verslag | 23' Fusté | Villa Park, Birmingham Toeschouwers: 51.000 Scheidsrechter: Armando Marques (BRA) |

### Groep C
Een ware poule des doods met de regerend wereldkampioen Brazilië. Brazilië wilde alles op alles zetten om de derde titel op rij te winnen maar sloeg in de voorbereiding op hol. Men speelde veel te veel vriendschappelijke wedstrijden met te veel verschillende spelers. Uit een selectie van meer dan veertig spelers werden veel spelers geselecteerd op hun reputatie. Garrincha was duidelijk nog slechts een schim van vroeger maar ging gewoon mee. Evenals de 37-jarige Djalma Santos, die zijn vierde wereldkampioenschap ging spelen. Latere grote spelers als Jairzinho en Tostão gingen ook mee, maar waren nog te licht voor het grote werk. Alle hoop was gevestigd op een nu fitte Pelé.
De wedstrijd tegen Bulgarije leverde een overwinning op dankzij vrije trappen van Garrincha en Pelé. Pelé was vaak getackeld door de Bulgaren, daarom gaf de trainer hem rust. Hongarije, dat de eerste wedstrijd verloor van Portugal, zag mogelijkheden en was veel sterker met Flórián Albert als absolute uitblinker. Het was de eerste nederlaag van Brazilië op een WK sinds 1954 (Hongarije was toen ook de tegenstander) en de eerste en laatste nederlaag van Garrincha als international. In de beslissende wedstrijd tegen Portugal wijzigde coach Feola het elftal op negen plaatsen, alle wereldkampioenen van 1958 en 1962 werden gepasseerd, behalve Pelé. Het hielp niet, want na een half uur stond het al 2-0 voor Portugal. Pelé werd door Morais uit de wedstrijd geschopt en kon niet meer verder. Het contrast met Eusébio was groot, hij scoorde twee goals in de met 3-1 gewonnen wedstrijd en loodste zijn debuterende ploeg naar de kwartfinales samen met Hongarije.
| Land      | Wed | Win | Gel | Ver | DV | DT | +/− | Pnt |
| --------- | --- | --- | --- | --- | -- | -- | --- | --- |
| Portugal  | 3   | 3   | 0   | 0   | 9  | 2  | 7   | 6   |
| Hongarije | 3   | 2   | 0   | 1   | 7  | 5  | 2   | 4   |
| Brazilië  | 3   | 1   | 0   | 2   | 4  | 6  | –2  | 2   |
| Bulgarije | 3   | 0   | 0   | 3   | 1  | 8  | –7  | 0   |

|                                             |                        |                        |           |                                                                                      |
| 12 juli 1966 «onderlinge duels» 19:30 (UTC) | Brazilië               | 2 – 0                  | Bulgarije | Goodison Park, Liverpool Toeschouwers: 48.000 Scheidsrechter: Kurt Tschenscher (GER) |
| 12 juli 1966 «onderlinge duels» 19:30 (UTC) | Pelé 15' Garrincha 63' | Verslag (FIFA) Verslag |           | Goodison Park, Liverpool Toeschouwers: 48.000 Scheidsrechter: Kurt Tschenscher (GER) |

|                                             |                                 |                        |           |                                                                                   |
| 13 juli 1966 «onderlinge duels» 19:30 (UTC) | Portugal                        | 3 – 1                  | Hongarije | Old Trafford, Manchester Toeschouwers: 37.000 Scheidsrechter: Leo Callaghan (WAL) |
| 13 juli 1966 «onderlinge duels» 19:30 (UTC) | José Augusto 1', 67' Torres 90' | Verslag (FIFA) Verslag | 60' Bene  | Old Trafford, Manchester Toeschouwers: 37.000 Scheidsrechter: Leo Callaghan (WAL) |

|                                             |                                       |                        |            |                                                                                 |
| 15 juli 1966 «onderlinge duels» 19:30 (UTC) | Hongarije                             | 3 – 1                  | Brazilië   | Goodison Park, Liverpool Toeschouwers: 52.000 Scheidsrechter: Ken Dagnall (ENG) |
| 15 juli 1966 «onderlinge duels» 19:30 (UTC) | Bene 2' Farkas 64' Mészöly 73' (pen.) | Verslag (FIFA) Verslag | 14' Tostão | Goodison Park, Liverpool Toeschouwers: 52.000 Scheidsrechter: Ken Dagnall (ENG) |

|                                             |                                           |                        |           |                                                                                        |
| 16 juli 1966 «onderlinge duels» 15:00 (UTC) | Portugal                                  | 3 – 0                  | Bulgarije | Old Trafford, Manchester Toeschouwers: 26.000 Scheidsrechter: José María Codesal (URU) |
| 16 juli 1966 «onderlinge duels» 15:00 (UTC) | Voetsov 17' (e.d.) Eusébio 38' Torres 81' | Verslag (FIFA) Verslag |           | Old Trafford, Manchester Toeschouwers: 26.000 Scheidsrechter: José María Codesal (URU) |

|                                             |                             |                        |           |                                                                                   |
| 19 juli 1966 «onderlinge duels» 19:30 (UTC) | Portugal                    | 3 – 1                  | Brazilië  | Goodison Park, Liverpool Toeschouwers: 62.000 Scheidsrechter: George McCabe (ENG) |
| 19 juli 1966 «onderlinge duels» 19:30 (UTC) | Simões 15' Eusébio 27', 85' | Verslag (FIFA) Verslag | 70' Rildo | Goodison Park, Liverpool Toeschouwers: 62.000 Scheidsrechter: George McCabe (ENG) |

|                                             |                                         |                        |                 |                                                                                        |
| 20 juli 1966 «onderlinge duels» 19:30 (UTC) | Hongarije                               | 3 – 1                  | Bulgarije       | Old Trafford, Manchester Toeschouwers: 22.000 Scheidsrechter: Roberto Goicoechea (ARG) |
| 20 juli 1966 «onderlinge duels» 19:30 (UTC) | Davidov 43' (e.d.) Mészöly 45' Bene 54' | Verslag (FIFA) Verslag | 15' Asparoechov | Old Trafford, Manchester Toeschouwers: 22.000 Scheidsrechter: Roberto Goicoechea (ARG) |

### Groep D
Vooraf leek een groep D een spannende strijd te worden tussen drie kanshebbers: Italië, Chili en de Sovjet-Unie, alleen het volslagen onbekende Noord-Korea leek kansloos. De Koreanen speelden alle wedstrijden in Middlesbrough. Aanvankelijk werden de Koreanen wantrouwend aangekeken vanwege de Koude Oorlog en de recent verlopen Koreaanse Oorlog, waar Engeland en Noord-Koreanen vijanden waren. Later werden de Koreanen echter toegejuicht vanwege hun onbevangen spel. De eerste wedstrijd tegen de Sovjet-Unie ging met 3-0 verloren, omdat de Russen veel groter en agressiever waren. In de tweede wedstrijd zorgden de Koreanen al voor een verrassing door in de slotfase een gelijkspel te behalen tegen de nummer drie van het vorige WK, Chili
De laatste wedstrijd was tegen de voormalige wereldkampioen Italië. Het Italiaans voetbal was zeer succesvol in het clubvoetbal, AC Milan en Inter Milaan wonnen Europa Cups. Bovendien had de ploeg grote spelers als Gianni Rivera en Sandro Mazzola. In de eerste wedstrijd namen ze wraak op de "slag van Santiago" van 1962 door te winnen van Chili, daarna werd er verloren van de Sovjet-Unie. In de eerste helft verloren de Italianen al snel aanvoerder Bulgarelli door een mislukte tackle van dezelfde speler. Aangezien er geen wissels waren toegestaan moesten de Italianen verder met tien man. Vlak voor rust schreef de tandarts, Pak-Doo-Ik uit Pyongyang geschiedenis, door het winnende doelpunt te scoren. De sensatie was compleet en toen Chili verloor van de Sovjet-Unie plaatste Noord-Korea zich voor de kwartfinales. De Italianen gingen beschaamd naar huis, waar ze door een woedende menigte werden opgewacht met rotte tomaten en eieren. 
Sindsdien heet een onverwachte nederlaag in het Italiaanse voetbal een "Korea".
| Land        | Wed | Win | Gel | Ver | DV | DT | +/− | Pnt |
| ----------- | --- | --- | --- | --- | -- | -- | --- | --- |
| Sovjet-Unie | 3   | 3   | 0   | 0   | 6  | 1  | 5   | 6   |
| Noord-Korea | 3   | 1   | 1   | 1   | 2  | 4  | –2  | 3   |
| Italië      | 3   | 1   | 0   | 2   | 2  | 2  | 0   | 2   |
| Chili       | 3   | 0   | 1   | 2   | 2  | 5  | –3  | 1   |

|                                             |                                    |                        |             |                                                                                          |
| 12 juli 1966 «onderlinge duels» 19:30 (UTC) | Sovjet-Unie                        | 3 – 0                  | Noord-Korea | Ayresome Park, Middlesbrough Toeschouwers: 22.000 Scheidsrechter: Juan Gardeazábal (ESP) |
| 12 juli 1966 «onderlinge duels» 19:30 (UTC) | Malofejev 31', 88' Banisjevski 33' | Verslag (FIFA) Verslag |             | Ayresome Park, Middlesbrough Toeschouwers: 22.000 Scheidsrechter: Juan Gardeazábal (ESP) |

|                                             |                        |                        |       |                                                                                    |
| 13 juli 1966 «onderlinge duels» 19:30 (UTC) | Italië                 | 2 – 0                  | Chili | Roker Park, Sunderland Toeschouwers: 30.000 Scheidsrechter: Gottfried Dienst (SUI) |
| 13 juli 1966 «onderlinge duels» 19:30 (UTC) | Mazzola 8' Barison 88' | Verslag (FIFA) Verslag |       | Roker Park, Sunderland Toeschouwers: 30.000 Scheidsrechter: Gottfried Dienst (SUI) |

|                                             |                   |                        |                   |                                                                                    |
| 15 juli 1966 «onderlinge duels» 19:30 (UTC) | Chili             | 1 – 1                  | Noord-Korea       | Ayresome Park, Middlesbrough Toeschouwers: 16.000 Scheidsrechter: Ali Kandil (EGY) |
| 15 juli 1966 «onderlinge duels» 19:30 (UTC) | Marcos 26' (pen.) | Verslag (FIFA) Verslag | 88' Pak Seung-Zin | Ayresome Park, Middlesbrough Toeschouwers: 16.000 Scheidsrechter: Ali Kandil (EGY) |

|                                             |                |                        |        |                                                                                    |
| 16 juli 1966 «onderlinge duels» 15:00 (UTC) | Sovjet-Unie    | 1 – 0                  | Italië | Roker Park, Sunderland Toeschouwers: 27.800 Scheidsrechter: Rudolf Kreitlein (GER) |
| 16 juli 1966 «onderlinge duels» 15:00 (UTC) | Tsjislenko 57' | Verslag (FIFA) Verslag |        | Roker Park, Sunderland Toeschouwers: 27.800 Scheidsrechter: Rudolf Kreitlein (GER) |

|                                             |                |                        |        |                                                                                         |
| 19 juli 1966 «onderlinge duels» 19:30 (UTC) | Noord-Korea    | 1 – 0                  | Italië | Ayresome Park, Middlesbrough Toeschouwers: 18.000 Scheidsrechter: Pierre Schwinte (FRA) |
| 19 juli 1966 «onderlinge duels» 19:30 (UTC) | Pak Doo-Ik 42' | Verslag (FIFA) Verslag |        | Ayresome Park, Middlesbrough Toeschouwers: 18.000 Scheidsrechter: Pierre Schwinte (FRA) |

|                                             |                    |                        |            |                                                                              |
| 20 juli 1966 «onderlinge duels» 19:30 (UTC) | Sovjet-Unie        | 2 – 1                  | Chili      | Roker Park, Sunderland Toeschouwers: 22.000 Scheidsrechter: John Adair (IRL) |
| 20 juli 1966 «onderlinge duels» 19:30 (UTC) | Porkoejan 28', 85' | Verslag (FIFA) Verslag | 32' Marcos | Roker Park, Sunderland Toeschouwers: 22.000 Scheidsrechter: John Adair (IRL) |

### Samenvatting
Sensationeel waren de uitschakelingen van Brazilië en Italië. Spanje, Chili en Frankrijk stelden teleur. De beste indruk maakten Portugal en Hongarije. West-Duitsland, Engeland, de Sovjet-Unie, Uruguay en Argentinië voldeden aan de verwachtingen en ronduit sensationeel was de kwalificatie van Noord-Korea. Er was geen duidelijke favoriet voor de eindzege.

## Knock-outfase
|  | kwartfinale          | kwartfinale         |                  |   | halve finale     | halve finale     |   |  | finale | finale |
|  |                      |                     |                  |   |                  |                  |   |  |        |        |
|  | 23 juli – Londen     |                     |                  |   |                  |                  |   |  |        |        |
|  |                      |                     |                  |   |                  |                  |   |  |        |        |
|  | Engeland             | 1                   |                  |   |                  |                  |   |  |        |        |
|  | Engeland             | 1                   | 26 juli – Londen |   |                  |                  |   |  |        |        |
|  | Argentinië           | 0                   |                  |   |                  |                  |   |  |        |        |
|  | Argentinië           | 0                   | Engeland         | 2 |                  |                  |   |  |        |        |
|  | 23 juli – Liverpool  |                     | Engeland         | 2 |                  |                  |   |  |        |        |
|  |                      | Portugal            | 1                |   |                  |                  |   |  |        |        |
|  | Portugal             | Portugal            | 1                | 5 |                  |                  |   |  |        |        |
|  | Portugal             |                     | 30 juli – Londen | 5 |                  |                  |   |  |        |        |
|  | Noord-Korea          | 3                   |                  |   |                  |                  |   |  |        |        |
|  | Noord-Korea          | 3                   | Engeland         | 4 |                  |                  |   |  |        |        |
|  | 23 juli – Sheffield  |                     | Engeland         | 4 |                  |                  |   |  |        |        |
|  |                      | West-Duitsland      | 2                |   |                  |                  |   |  |        |        |
|  | West-Duitsland       | West-Duitsland      | 2                | 4 |                  |                  |   |  |        |        |
|  | West-Duitsland       | 25 juli – Liverpool |                  | 4 |                  |                  |   |  |        |        |
|  | Uruguay              | 0                   |                  |   |                  |                  |   |  |        |        |
|  | Uruguay              | 0                   | West-Duitsland   | 2 | derde plaats     | derde plaats     |   |  |        |        |
|  | 23 juli – Sunderland |                     | West-Duitsland   | 2 | derde plaats     | derde plaats     |   |  |        |        |
|  |                      | Sovjet-Unie         | 1                |   | 28 juli – Londen | 28 juli – Londen |   |  |        |        |
|  | Sovjet-Unie          | Sovjet-Unie         | 1                | 2 | 28 juli – Londen | 28 juli – Londen |   |  |        |        |
|  | Sovjet-Unie          |                     |                  |   |                  | Portugal         | 2 |  |        |        |
|  | Hongarije            | 1                   |                  |   |                  | Portugal         | 2 |  |        |        |
|  | Hongarije            | 1                   | Sovjet-Unie      | 1 |                  |                  |   |  |        |        |
|  |                      |                     | Sovjet-Unie      | 1 |                  |                  |   |  |        |        |

### Kwartfinale
Veel beroering was er rond de wedstrijden van de Zuid-Amerikaanse ploegen. West-Duitsland tegen Uruguay werd geleid door de Engelse scheidsrecht Finney. Uruguay was niet de mindere van Duitsland, en de scheidsrechter liet een handspel van Karl-Heinz Schnellinger onbestraft. Na een 1-0-achterstand raakte Uruguay van de kook en werden twee spelers van Uruguay uit het veld gestuurd. Op weg naar de kleedkamer sloeg aanvoerder Hector Silva, Uwe Seeler in het gezicht. Tegen negen man liep West-Duitsland in de slotfase uit naar 4-0.
Engeland tegen Argentinië was nog erger. De Duitse scheidsrechter Rudolf Kreitlein stuurde de Argentijnse aanvoerder Rattín uit het veld vanwege onophoudelijk protesteren. Echter, de Duitser sprak geen woord Spaans en Rattín weigerde van het veld af te stappen. Het duurde tien minuten, voordat de wedstrijd kon doorgaan. Daarna ontaardde de wedstrijd in een ordinaire schoppartij met als enig hoogtepunt het Engelse doelpunt van Geoff Hurst. Na afloop mochten de Engelse spelers van coach Alf Ramsey geen shirts wisselen en hij noemde de tegenstander na afloop beesten. De Argentijnen en Uruguayanen waren woedend op de arbitrage. Ze stelden de neutraliteit van de Engelse en Duitse scheidsrechters ter discussie, stuurden alle journalisten naar huis en overwogen uit de FIFA te stappen. Vanwege al deze incidenten besloot de FIFA later het systeem van gele en rode kaarten in te voeren.
Hongarije tegen Sovjet-Unie werd beslist door de keepers. Een blunder van de Hongaarse doelman leverde een 1-0-voorsprong van de Russen op. Lev Jasjin moest maar één doelpunt incasseren tegen de fel aanvallende Hongaren en zorgde zo mee voor de 2-1-overwinning. Op Goodison Park in Liverpool ontspon zich een wonderlijk duel: na 25 minuten stonden de Noord-Koreanen met 3-0 voor tegen Portugal. Twee oorzaken zorgden voor de ommekeer van de Portugezen: de Noord-Koreanen bleven maar roekeloos aanvallen en de klasse van Eusébio. Hij scoorde vier keer achter elkaar waaronder twee benutte strafschoppen. Augusto zorgde voor de beslissing: 5-3 voor Portugal. Desondanks was men lyrisch over het spel van Noord-Korea.
|                                             |                                                           |                        |                                                       |                                                                                        |
| 23 juli 1966 «onderlinge duels» 15:00 (UTC) | Portugal                                                  | 5 – 3                  | Noord-Korea                                           | Goodison Park, Liverpool Toeschouwers: 51.780 Scheidsrechter: Menachem Ashkenazi (ISR) |
| 23 juli 1966 «onderlinge duels» 15:00 (UTC) | Eusébio 27', 43' (pen.), 56', 59' (pen.) José Augusto 80' | Verslag (FIFA) Verslag | 1' Pak Seung-Zin 22' Li Dong-Woon 25' Yang Seung-Kook | Goodison Park, Liverpool Toeschouwers: 51.780 Scheidsrechter: Menachem Ashkenazi (ISR) |

|                                             |                                            |                        |         |                                                                                       |
| 23 juli 1966 «onderlinge duels» 15:00 (UTC) | West-Duitsland                             | 4 – 0                  | Uruguay | Hillsborough stadion, Sheffield Toeschouwers: 34.000 Scheidsrechter: Jim Finney (ENG) |
| 23 juli 1966 «onderlinge duels» 15:00 (UTC) | Haller 11', 83' Beckenbauer 70' Seeler 75' | Verslag (FIFA) Verslag |         | Hillsborough stadion, Sheffield Toeschouwers: 34.000 Scheidsrechter: Jim Finney (ENG) |

|                                             |                             |                        |           |                                                                                    |
| 23 juli 1966 «onderlinge duels» 15:00 (UTC) | Sovjet-Unie                 | 2 – 1                  | Hongarije | Roker Park, Sunderland Toeschouwers: 26.844 Scheidsrechter: Juan Gardeazábal (ESP) |
| 23 juli 1966 «onderlinge duels» 15:00 (UTC) | Tsjislenko 5' Porkoejan 46' | Verslag (FIFA) Verslag | 57' Bene  | Roker Park, Sunderland Toeschouwers: 26.844 Scheidsrechter: Juan Gardeazábal (ESP) |

|                                             |           |                        |            |                                                                                     |
| 23 juli 1966 «onderlinge duels» 15:00 (UTC) | Engeland  | 1 – 0                  | Argentinië | Wembley Stadium, Londen Toeschouwers: 90.000 Scheidsrechter: Rudolf Kreitlein (GER) |
| 23 juli 1966 «onderlinge duels» 15:00 (UTC) | Hurst 78' | Verslag (FIFA) Verslag |            | Wembley Stadium, Londen Toeschouwers: 90.000 Scheidsrechter: Rudolf Kreitlein (GER) |

### Halve finale
De halve finale tussen de Sovjet-Unie tegen West-Duitsland kenmerkte zich door hard spel van de Russen. Hun intimidatie-tactiek had echter een averechts effect, in de eerste helft moest Sabo strompelend de wedstrijd vervolgen na een onbesuisde zelfuitgevoerde tackle en Tsjislenko werd uit het veld gestuurd. De Duitsers wonnen met 2-1 dankzij treffers van Franz Beckenbauer en Helmut Haller. Engeland liet zich eindelijk van zijn positieve kant zien. In een buitengewoon sportieve wedstrijd won het gastland met 2-1 van Portugal dankzij twee treffers van Bobby Charlton. Eusébio werd effectief uit de wedstrijd gehouden door Nobby Stiles, al scoorde hij nog wel zijn achtste doelpunt van het toernooi uit een strafschop, het eerste tegendoelpunt van de Engelsen dit toernooi. De Engelse keeper Gordon Banks verrichtte nog een cruciale redding in de slotminuut. Eusébio was ontroostbaar aan het einde van de wedstrijd: debutant Portugal was ver gekomen maar een finaleplaats was niet haalbaar.
|                                             |                            |                        |               |                                                                                       |
| 25 juli 1966 «onderlinge duels» 19:30 (UTC) | West-Duitsland             | 2 – 1                  | Sovjet-Unie   | Goodison Park, Liverpool Toeschouwers: 38.300 Scheidsrechter: Concetto Lo Bello (ITA) |
| 25 juli 1966 «onderlinge duels» 19:30 (UTC) | Haller 42' Beckenbauer 67' | Verslag (FIFA) Verslag | 88' Porkoejan | Goodison Park, Liverpool Toeschouwers: 38.300 Scheidsrechter: Concetto Lo Bello (ITA) |

|                                             |                      |                        |                    |                                                                                    |
| 26 juli 1966 «onderlinge duels» 19:30 (UTC) | Engeland             | 2 – 1                  | Portugal           | Wembley Stadium, Londen Toeschouwers: 95.000 Scheidsrechter: Pierre Schwinte (FRA) |
| 26 juli 1966 «onderlinge duels» 19:30 (UTC) | B. Charlton 30', 80' | Verslag (FIFA) Verslag | 82' (pen.) Eusébio | Wembley Stadium, Londen Toeschouwers: 95.000 Scheidsrechter: Pierre Schwinte (FRA) |

### Troostfinale
|                                             |                               |                        |               |                                                                                |
| 28 juli 1966 «onderlinge duels» 19:30 (UTC) | Portugal                      | 2 – 1                  | Sovjet-Unie   | Wembley Stadium, Londen Toeschouwers: 88.000 Scheidsrechter: Ken Dagnall (ENG) |
| 28 juli 1966 «onderlinge duels» 19:30 (UTC) | Eusébio 12' (pen.) Torres 89' | Verslag (FIFA) Verslag | 43' Malofejev | Wembley Stadium, Londen Toeschouwers: 88.000 Scheidsrechter: Ken Dagnall (ENG) |

### Finale
|                                             |                                  |                        |                      |                                                                                     |
| 30 juli 1966 «onderlinge duels» 15:00 (UTC) | Engeland                         | 4 – 2 (n.v.)           | West-Duitsland       | Wembley Stadium, Londen Toeschouwers: 98.000 Scheidsrechter: Gottfried Dienst (SUI) |
| 30 juli 1966 «onderlinge duels» 15:00 (UTC) | Hurst 18', 101', 120' Peters 78' | Verslag (FIFA) Verslag | 12' Haller 89' Weber | Wembley Stadium, Londen Toeschouwers: 98.000 Scheidsrechter: Gottfried Dienst (SUI) |

| 1966 Wereldkampioen   |
| --------------------- |
|                       |
| ENGELAND Eerste titel |

## Toernooiranglijst
| Plaats                          | Land           | Groep | GW | Win | Gel | Ver | DV | DT | +/− | Pnt |
| ------------------------------- | -------------- | ----- | -- | --- | --- | --- | -- | -- | --- | --- |
| 1                               | Engeland       | A     | 6  | 5   | 1   | 0   | 11 | 3  | +8  | 11  |
| 2                               | West-Duitsland | B     | 6  | 4   | 1   | 1   | 15 | 6  | +9  | 9   |
| 3                               | Portugal       | C     | 6  | 5   | 0   | 1   | 17 | 8  | +9  | 10  |
| 4                               | Sovjet-Unie    | D     | 6  | 4   | 0   | 2   | 10 | 6  | +4  | 8   |
| Uitgeschakeld in de kwartfinale |                |       |    |     |     |     |    |    |     |     |
| 5                               | Argentinië     | B     | 4  | 2   | 1   | 1   | 4  | 2  | +2  | 5   |
| 6                               | Hongarije      | C     | 4  | 2   | 0   | 2   | 8  | 7  | +1  | 4   |
| 7                               | Uruguay        | A     | 4  | 1   | 2   | 1   | 2  | 5  | −3  | 4   |
| 8                               | Noord-Korea    | D     | 4  | 1   | 1   | 2   | 5  | 9  | −4  | 3   |
| Uitgeschakeld in de groepsfase  |                |       |    |     |     |     |    |    |     |     |
| 9                               | Italië         | D     | 3  | 1   | 0   | 2   | 2  | 2  | 0   | 2   |
| 10                              | Spanje         | B     | 3  | 1   | 0   | 2   | 4  | 5  | −1  | 2   |
| 11                              | Brazilië       | C     | 3  | 1   | 0   | 2   | 4  | 6  | −2  | 2   |
| 12                              | Mexico         | A     | 3  | 0   | 2   | 1   | 1  | 3  | −2  | 2   |
| 13                              | Chili          | D     | 3  | 0   | 1   | 2   | 2  | 5  | −3  | 1   |
| 13                              | Frankrijk      | A     | 3  | 0   | 1   | 2   | 2  | 5  | −3  | 1   |
| 15                              | Bulgarije      | C     | 3  | 0   | 0   | 3   | 1  | 8  | −7  | 0   |
| 16                              | Zwitserland    | B     | 3  | 0   | 0   | 3   | 1  | 9  | −8  | 0   |

## Statistieken

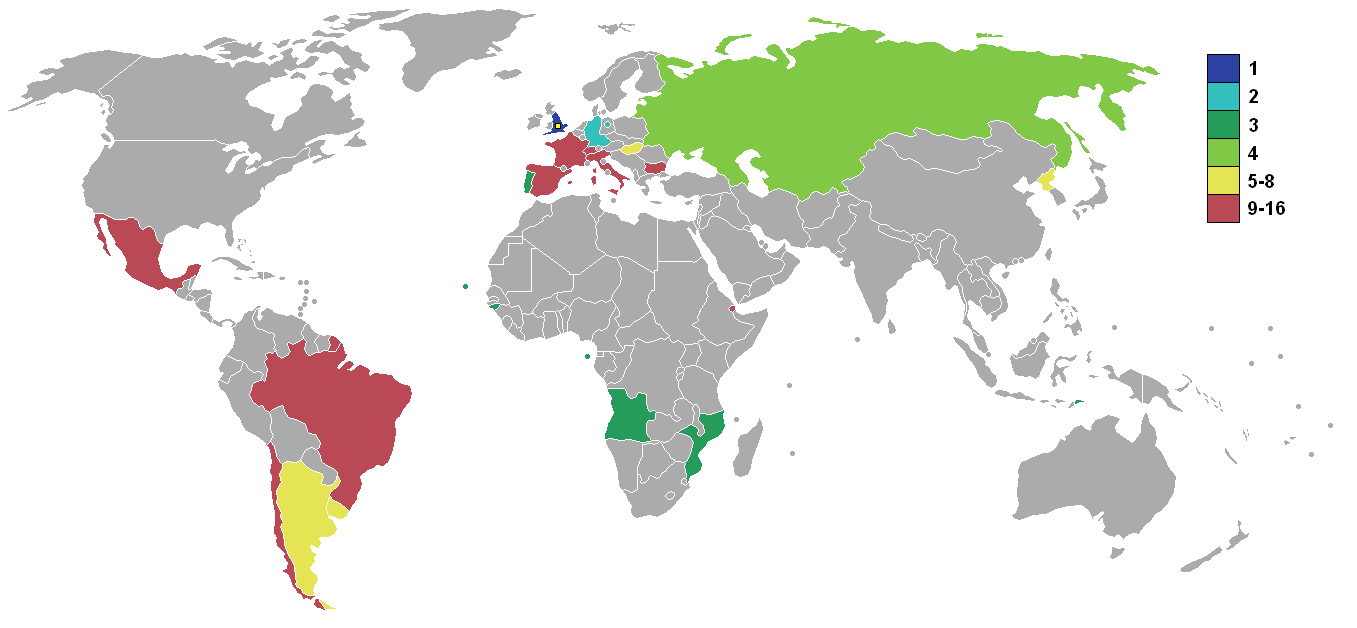
Deelnemende landen

| Aantal wedstrijden               | 32        |
| Totaal aantal doelpunten         | 89        |
| Eigen doelpunten                 | 2         |
| Aantal uitsluitingen (rood)      | 5         |
| Doelpuntgemiddelde per wedstrijd | 2,78      |
| Toeschouwerstotaal               | 1.614.677 |
| Toeschouwersgemiddelde           | 50.459    |

## Doelpuntenmakers
9 doelpunten
- Eusébio

6 doelpunten
- Helmut Haller

4 doelpunten
- Geoff Hurst
- Ferenc Bene
- Valeri Porkoejan
- Franz Beckenbauer

3 doelpunten
- Luis Artime
- Bobby Charlton
- Roger Hunt
- José Augusto
- José Torres
- Edoeard Malofejev

2 doelpunten
- Rubén Marcos
- Kálmán Mészöly
- Pak Seung-zin
- Igor Tsjislenko
- Uwe Seeler

1 doelpunt
- Ermindo Onega
- Garrincha
- Pelé
- Rildo
- Tostão
- Georgi Asparoechov
- Martin Peters
- Héctor De Bourgoing
- Gérard Hausser
- János Farkas
- Paolo Barison
- Sandro Mazzola
- Enrique Borja
- Li Dong-woon
- Pak Doo-ik
- Yang Seung-kook
- António Simões
- Banisjevski
- Amancio
- Josep Maria Fusté
- Pirri
- Manuel Sanchís
- René-Pierre Quentin
- Julio César Cortés
- Pedro Rocha
- Lothar Emmerich
- Sigfried Held
- Wolfgang Weber

Eigen doelpunt
- Ivan Davidov (tegen Hongarije)
- Ivan Voetsov (tegen Portugal)

## Het derde doelpunt
Het door Engeland in de verlenging van de finale gemaakte derde en beslissende doelpunt is nog steeds onderwerp van discussie. Vooral in Duitsland, daar spreekt men van Das Wembley Tor. De bal werd door Geoff Hurst tegen de onderkant van de lat geschoten en kaatste naar beneden. De vraag is of de bal voor of achter de doellijn de grond raakte. Een recent onderzoek wijst erop dat dit vermoedelijk voor de doellijn zou zijn geweest. Maar op advies van zijn grensrechter keurde de scheidsrechter de goal goed. Ook het vierde Engelse doelpunt is omstreden omdat zich op het ogenblik dat deze goal viel, vlak voor het eindsignaal, al Engelse supporters op het veld bevonden. Met de aanwezigheid van een VAR wordt in een dergelijke situatie de wedstrijd stilgelegd.
Wembley Stadium (Londen) · White City Stadium (Londen) · Villa Park (Birmingham) · Hillsborough (Sheffield) · Old Trafford (Manchester) · Goodison Park (Liverpool) · Roker Park (Sunderland) · Ayresome Park (Middlesbrough)